# Orthotrichia talea
Orthotrichia talea är en nattsländeart som beskrevs av Wells 1984. Orthotrichia talea ingår i släktet Orthotrichia och familjen smånattsländor. Inga underarter finns listade i Catalogue of Life.